# یال اسبی
یال اسبی (نام علمی: Zannichellia palustris) نام یک گونه از سرده یال اسبی است.